# Tomoko Muramatsu
Tomoko Muramatsu (村松 智子, 23 d'octubre de 1994) és una futbolista japonesa.

## Selecció del Japó
Va debutar amb la selecció del Japó el 2015. Va disputar 4 partits amb la selecció del Japó.

## Estadístiques
| Selecció del Japó | Selecció del Japó | Selecció del Japó |
| Anys              | Partits           | Gols              |
| ----------------- | ----------------- | ----------------- |
| 2015              | 2                 | 0                 |
| 2016              | 2                 | 0                 |
| Total             | 4                 | 0                 |